# Soraya Jadue
Soraya Jadue (ur. 5 lutego 1975 r. w Santiago) – chilijska wioślarka, reprezentantka Chile w wioślarskiej jedynce podczas Letnich Igrzysk Olimpijskich w Pekinie.

## Osiągnięcia
- Igrzyska Olimpijskie – Sydney 2000 – jedynka – 13. miejsce[1].
- Mistrzostwa Świata – Lucerna 2001 – jedynka – 13. miejsce[1].
- Mistrzostwa Świata – Sewilla 2002 – jedynka – 14. miejsce[1].
- Igrzyska Olimpijskie – Ateny 2004 – jedynka – 11. miejsce[1].
- Igrzyska Olimpijskie – Pekin 2008 – jedynka – 17. miejsce[1].